# Лэш
Лэш (англ. Lash) — суперзлодей, появляющийся в комиксах издательства Marvel Comics. Лэш — нелюдь, созданный писателем Чарльзом Соулом и художником Джо Мадурейрой, он появился в Inhuman #1 (июнь 2014 года) и играет ключевую роль в сюжете Infinity.
Лэш появляется в третьем сезоне телесериала «Агенты Щ.И.Т.», изображённый Мэттом Виллигом как Лэш и Блэром Андервудом как его человеческий облик.

## История публикации
Лэш был создан писателем Чарльзом Соулем и художником Джо Мадурейрой и впервые появился в Inhuman #1 (июнь 2014 года).
По словам Чарльза Соула, персонаж родом из Ороллан, ещё одного города нелюдей:

Идея заключалась в том, что в этом городе есть только один крошечный осколок кристалла терригена, а это означало, что он не смог выполнить ритуал терригенеза, который нелюди проходят в зрелости, чтобы как-то выяснить, какими будут их способности. Люди Ороллан должны быть очень, очень избирательно относиться к этому и могли только предоставить это людям, которые, по их мнению, получили бы хорошие способности. Таким образом, это было для них больше религиозным, больше, чем просто частью жизни Нелюдей.
Оригинальный текст (англ.)The idea was that that city only has one tiny splinter of Terrigen Crystal, which meant it couldn't do the Terrigenesis ritual that Inhumans go through at maturity to sort of figure out what their powers are going to be. People of Orollan had to be very, very selective about it and could only grant that to people they thought would get good powers. So it was almost more of a religious thing for them, more than it was just a part of Inhuman life.

Соул сказал, что «он пытается сделать всё возможное, чтобы собрать сильных нелюдей, чтобы помочь своему обществу, но также очистить планету от нелюдей, которые никогда не должны были проходить терригенезис», потому что «идея Что не все на Земле видят, что все эти новые нелюди появляются как хорошая вещь».

## Биография
Рождённый в скрытом нечеловеческом городе Оролан (который находится где-то в Гренландии), Лэш был среди немногих нелюдей своего поколения, выбранных для прохождения терригенеза. Когда король нелюдей Чёрный Гром активировал терригеновую бомбу над Нью-Йорком, наводняя мир туманом терригена и пробуждая силы потомков нелюдей, живущих среди человечества (как видно в конце сюжета Infinity и начало сюжетной линии Inthumanity) Лэш приступил к миссии, чтобы найти всех затронутых лиц и самому судить, достойны ли они жить со своими новыми способностями. По прибытии в Иллинойс Лэш столкнулся с вновь созданным нелюдем по имени Данте Пертуз. Он попытался убедить Данте присоединиться к нему в Ороллан, пока его не остановила королева нелюдей Медуза.
Завербовав нелюдя по имени Джейсон в Миннесоте, Лэш телепортирует их обоих в Оролан. Там он объясняет, что Джейсон и его семья были потомками нелюдей, и хотя его семья, возможно, умерла во время терригенеза, Джейсон выжил и теперь будет жить среди своих выживших. Своими дарами они могут восстанавливать город и творить чудеса. Лэш показывает Джейсону самое священное место в Ороллане — камеру терригенеза. Здесь они запаслись кристаллами, дарующими терригенезис, которые покажут достойную их истинную форму. Лэш говорит, что Джейсон теперь должен называть себя Корвостакс, и знакомит его с другими нелюдями, которые объясняют, что люди образовали толпы и атаковали их в своих сообществах. Другие ньюнелюди в группе Лэша обвиняют Медузу. Новые рекруты Лэша восстанавливают стену, несмотря на почти полное отсутствие предыдущего опыта. Джейсон спрашивает, почему Лэш не показывает им, как это делать, а другие говорят ему, что неразумно так говорить — в группе было ещё два нелюдя. Новая группа Аттилана телепортируется поблизости, надеясь захватить Лэша по совету Линеджа. Лэш говорит остальным, что королева Медуза хочет убить их, и призывает их сражаться. Когда битва развивается между Новой Аттиланской группой и группой Лэша, Джейсон впервые вливается в его силы и начинает бросать камни в Горгону. Пыль поглощает энергию вулканической весны для энергетических взрывов, которые он случайно стреляет в схватке. Джейсон спасён от смерти Горгоном, который затем оглушает Лэша небольшим земным толчком. Захватив Лэша, Медуза прижимает его, затем приглашает Линедж шагнуть вперёд и сказать Лэшу, что он ей сказал. Линедж объясняет, что Чёрный Гром первоначально выпустил терригеновое облако, потому что что-то приходит для нелюдей, и им нужно, чтобы все удерживали его с тем количеством скрытых родословных от каждой нации на Земле. Если они не могут подготовиться, их виды (и, возможно, люди также) вымрут. Медуза собирает нелюдей и говорит Лэшу, что он может помочь ей держаться подальше или столкнуться с поражением. Также упоминается, что Лэш может сказать Эннилукс и остальным от неё, что выяснилось.
Во время сюжета Civil War II Лэш узнаёт о Железном Человеке, похищающем Улисса Каина из Нового Аттилана. Он считал то, что сделал Железный человек, как акт войны против всех нелюдей.

## Силы и способности
Лэш имеет различные способности преобразования энергии:
- Преобразование энергии: Пытка может преобразовывать энергию из различных источников и впоследствии испускать её из его ладоней. Его способности способны разлагать живое существо.
- Поглощение энергии: Он может нарисовать необходимую силу, необходимую для преобразования этой энергии в другую форму энергии для использования.
- Манипуляция энергией: Лэш показал, что он может контролировать любую энергию, которая у него под рукой, в то время, когда у него есть множество эффектов, кроме тех, которые выходят за пределы разрушений.
- Энергозащитный экран.

По словам Соула: «Скажем, кто-то бежит на него — это кинетическая энергия. Лэш может изменить всё это на тепло — и свистеть! — другой парень поднимается в огне».

## Вне комиксов

### Телевидение
- Лэш появляется в третьем сезоне телесериала «Агенты Щ.И.Т.», изображённый актёром Мэттом Виллигом[7]. Исполнительный продюсер Джед Уэдон объясняет, что адаптация этого персонажа отличается от комиксов, но некоторые элементы вдохновлены исходным материалом[8]. Эта версия Лэша изображена с чёрной кожей. Лэш впервые появился в серии «Законы природы», а в серии «Дьяволы, которого вы знаете» показано, что он может трансформироваться в человеческую форму. В серии «Среди нас скрывают…» показано, что Эндрю Гарнер (изображённый Блэром Андервудом), психолог из Калверского университета, работающий на Щ.И.Т. и бывший муж агента Мелинды Мэй (изображена актрисой Минг-На Вен), является человеческой формой Лэша, которая прошла терригенезис, исследуя книгу нелюдей, которая принадлежала Цзяин (изображена актрисой Дичен Лакмэн)[9]. Шоу объясняет способность Лэша возвращаться к своей человеческой форме как к своей фазе перехода, прежде чем он полностью станет нелюдем. Подобно версии комикса, Лэш ищет и убивает каждого недостойного нелюдя без предубеждений. Позднее Гарнер сдаётся Щ.И.Т., прежде чем трансформация станет постоянной и удастся попрощаться с Мелиндой Мэй, прежде чем полностью стать Лэшем. После спасения Дейзи Джонсон (изображённой Хлоей Беннет) от Улья (изображёного Бреттом Далтоном) и его «нечеловеческих примитивов» в серии «Освобождение», он очистил её от контроля Улья и убил по меньшей мере трёх примитивов нелюдей, прежде чем умереть, будучи пронзённым цепью Адского Пламени. Позднее он оплакивал свою смерть.

### Видеоигры
- Лэш является играбельным персонаж в мобильной игре Marvel Future Fight.